# Perat (Albania)
Perat (anche noto come Perati) era un villaggio albanese presso la frontiera greca, sul fiume Sarantaporos, tributario della Voiussa, che segna appunto il confine tra i due stati. Durante la seconda guerra mondiale fu abbandonato e distrutto. Nei pressi sorgeva il ponte, anch'esso distrutto dagli italiani, ricordato in un noto canto alpino, Sul ponte di Perati.